# Daniel Bovet
Pour les articles homonymes, voir Bovet.
 (octobre 2024).
Si vous disposez d'ouvrages ou d'articles de référence ou si vous connaissez des sites web de qualité traitant du thème abordé ici, merci de compléter l'article en donnant les références utiles à sa vérifiabilité et en les liant à la section « Notes et références ».
Daniel Bovet, né le 23 mars 1907 à Neuchâtel ou à Boudry et mort le 8 avril 1992 à Rome, est un médecin d'origine suisse, naturalisé italien en 1947. Il reçoit le prix Nobel de physiologie ou médecine en 1957 pour sa découverte de médicaments bloquant l'action de certains neurotransmetteurs.
Il est connu pour sa découverte, en 1935, des propriétés antibactériennes des sulfamides et pour celle, en 1937, de l'antihistamine qui bloque le neurotransmetteur histamine et qui est utilisée dans le traitement des allergies. Parmi les domaines de ses recherches, avec la chimiothérapie et la neuropharmacologie, il faut encore citer la pharmacologie du curare.

## Biographie
Daniel Bovet naît le 23 mars 1907 à Neuchâtel ou à Boudry[réf. nécessaire], dans le canton de Neuchâtel. Il est originaire de Neuchâtel et de Fleurier, dans le même canton.
Son père est le psychologue Pierre Bovet, longtemps directeur de l'Institut Jean-Jacques-Rousseau à Genève ; sa mère, fille de pasteur et descendante de Jean Monod, est née Amy Babut. En plus du français, sa langue maternelle est l'espéranto.
Diplômé de l'Université de Genève en 1927, il obtient son doctorat en 1929. De 1929 à 1947, il travaille au laboratoire de chimie thérapeutique de l'Institut Pasteur à Paris dirigé par Ernest Fourneau. En 1930 il obtient le titre de docteur ès sciences de l'université de Genève. Entre 1931 et 1933, il participe avec l'équipe d'Ernest Fourneau à des travaux sur la chimiothérapie du paludisme, de la leishmaniose et de la maladie du sommeil. Il montre l'action de molécules qui ont servi à l'étude du système nerveux.
C'est là que, partant en 1933 de l'observation des propriétés antihistaminiques d'un dérivé du dioxane,, le pipéroxane, il aboutit en 1937, avec Anne-Marie Staub, à la découverte de celles du 1571 F, un dérivé de la diéthylamine,, ouvrant ainsi la voie de la chimiothérapie antihistamique moderne. Et c'est encore dans le laboratoire de chimie thérapeutique d'Ernest Fourneau que, en 1935, avec les époux Tréfouël et Federico Nitti, il isole le sulfanilamide, agent actif du Prontosil de Domagk. En découvrant ainsi les propriétés thérapeutiques des sulfamides, il ouvre une autre voie, celle de la sulfamidothérapie.
En 1939, Bovet est nommé chef de laboratoire du service de chimie thérapeutique de l'Institut Pasteur, service que Fourneau continue de diriger jusqu'en 1945. Entre 1942 et 1947, il travaille au Département de recherche pharmaceutique de Rhône-Poulenc. En 1946, il reprend l'étude d'une molécule synthétisée chez Fourneau en 1942 par Yvonne de Lestrange et, sous le nom commercial de Flaxédil, la gallamine devient le premier curarisant de synthèse utilisable chez l'homme. Ses propriétés myorelaxantes sont à l'origine de progrès considérables dans le domaine de l'anesthésie chirurgicale. C'est cette découverte qui vaut à Bovet le prix Nobel en 1957.
Ayant épousé Filomena Nitti (1909-1994), fille de Francesco Saverio Nitti et sœur de Federico, son collègue à l'Institut Pasteur, il part en 1947 pour l'Institut supérieur de la santé (it) à Rome où il ouvre un laboratoire de chimie thérapeutique avec l'accord de l'Institut Pasteur. Il y poursuit ses travaux de pharmacologie. En 1964, il est nommé professeur à l'université de Sassari, en Italie. De 1969 à 1971, il est directeur du laboratoire de psychobiologie et psychopharmacologie du Conseil national de la recherche à Rome, avant de devenir professeur à l'université de Rome « La Sapienza ». Il prend sa retraite en 1982.
En 1947, il obtient la nationalité italienne. Il devient membre de l'Accademia medica di Roma en 1955, membre étranger de la Royal Society en 1962, et de l'Académie des sciences en 1964.

## Publications
- Daniel Bovet, Une chimie qui guérit : Histoire de la découverte des sulfamides, Payot, coll. « Médecine et sociétés », Paris, 1988  (ISBN 2-228-88108-2).